# Lago Ness
O Lago Ness (Loch Ness) é um lago grande, profundo e de água doce nas Terras Altas da Escócia, no Reino Unido, que se estende por aproximadamente 37 quilômetros ao sudoeste de Inverness. Sua superfície está a 16 metros acima do nível do mar. O lago Ness é mais conhecido por alegados avistamentos do ser criptozoológico conhecido como Monstro do Lago Ness, também chamado carinhosamente como "Nessie". Está conectado no extremo sul pelo rio Oich e uma seção do Canal Caledoniano ao Lago Oich. No extremo norte há os estreitos de Bona, que se abre para Lago Dochfour e que alimenta o rio Ness e uma outra seção de canal para Inverness. É uma das séries de corpos de água interconectados e turvos na Escócia; a visibilidade da água é excepcionalmente baixa devido ao alto teor de turfa no solo circundante.

## História

### Lenda e folclore local
O lago Ness é mundialmente conhecido pelas alegadas aparições do Monstro de Loch Ness, conhecido pelos habitantes locais por Nessie. As evidências científicas para a existência deste monstro, descrito como uma espécie de dragão marinho, são quase nulas, o que não impede que seja uma atração turística.

## Geografia
O lago Ness é o segundo maior lago escocês por área de superfície, com 56 quilômetros quadrados, depois do Lago Lomond. No entanto, devido à sua grande profundidade, é o maior por volume nas ilhas britânicas. O ponto mais profundo tem 230 metros, o que o torna o segundo lago mais profundo da Escócia depois do Lago Morar. Uma pesquisa de 2016 afirmou ter descoberto uma fenda que empurrou a profundidade para 271 m, mas pesquisas adicionais determinaram que era uma anomalia de sonar. Contém mais água fresca do que todos os lagos na Inglaterra e no País de Gales combinados e é o maior corpo de água do Great Glen, que vai de Inverness, no norte, até Fort William, no sul.
O lago Ness é o maior exemplo escocês de lagos encaixados em falhas geológicas, neste caso a Falha de Great Glen, com rumo nordeste-sudeste. Este tipo de lago, conhecido como loch, é caracterizado por grandes profundidades e morfologia alongada de acordo com a direcção da falha que os modela. As águas do Loch Ness são bastante frias, devido principalmente à sua latitude e à sua profundidade. O seu litoral é bastante pitoresco, com castelos como o de Eilean Donan, onde foi filmada a cena inicial do filme Highlander, ou ruínas de castelos, como o de Urquhart, em Drumnadrochit.